# 多線側唇䲁
多線側唇䲁（學名：Hypleurochilus multifilis），為輻鰭魚綱鳚形目䲁科側唇䲁屬的一種，分布於西大西洋美國德克薩斯州海域，本魚體延長，稍側扁，頭鈍短，頭頂無冠膜，上唇腹緣光滑，一側或兩側頜骨後方均有增大的犬齒，犁骨上無齒，鰓孔不連續，每個鰓孔都局限於頭部的側面，向腹側延伸至胸鰭基部中部，眼上有觸鬚，雄魚為灰棕色，帶有不明顯的淺色不規則線條圖案，雌魚呈斑駁的灰褐色，背鰭前部有一個黑點，雌魚的尾鰭基部通常有一個黑點，其餘的鰭上有暗淡的條紋，背鰭硬棘12枚、背鰭軟條13-14枚、臀鰭硬棘2枚、臀鰭軟條17枚，體長可達10.2公分，棲息在沿岸淺水域，雌魚產附著性卵，雄魚有護卵行為，幼魚為浮游性，生活習性不明。